# Ormiscodes cognata
Ormiscodes cognata är en fjärilsart som beskrevs av Philippi 1860. Ormiscodes cognata ingår i släktet Ormiscodes och familjen påfågelsspinnare. Inga underarter finns listade i Catalogue of Life.